# Teatro dei Celestini
Il Teatro dei Celestini è un teatro lionese situato nel quartiere di Bellecour. È uno dei pochi teatri in Francia, insieme alla Comédie-Française e al Teatro dell'Odéon, a celebrare più di 200 anni di arte drammatica. Può ospitare fino a 1030 spettatori. Il suo nome deriva dal convento dei Celestini che occupò il terreno dal 1407 al 1789. Oggi è un teatro comunale gestito direttamente dalla città di Lione.

## Storia dell'edificio

### Il convento originario

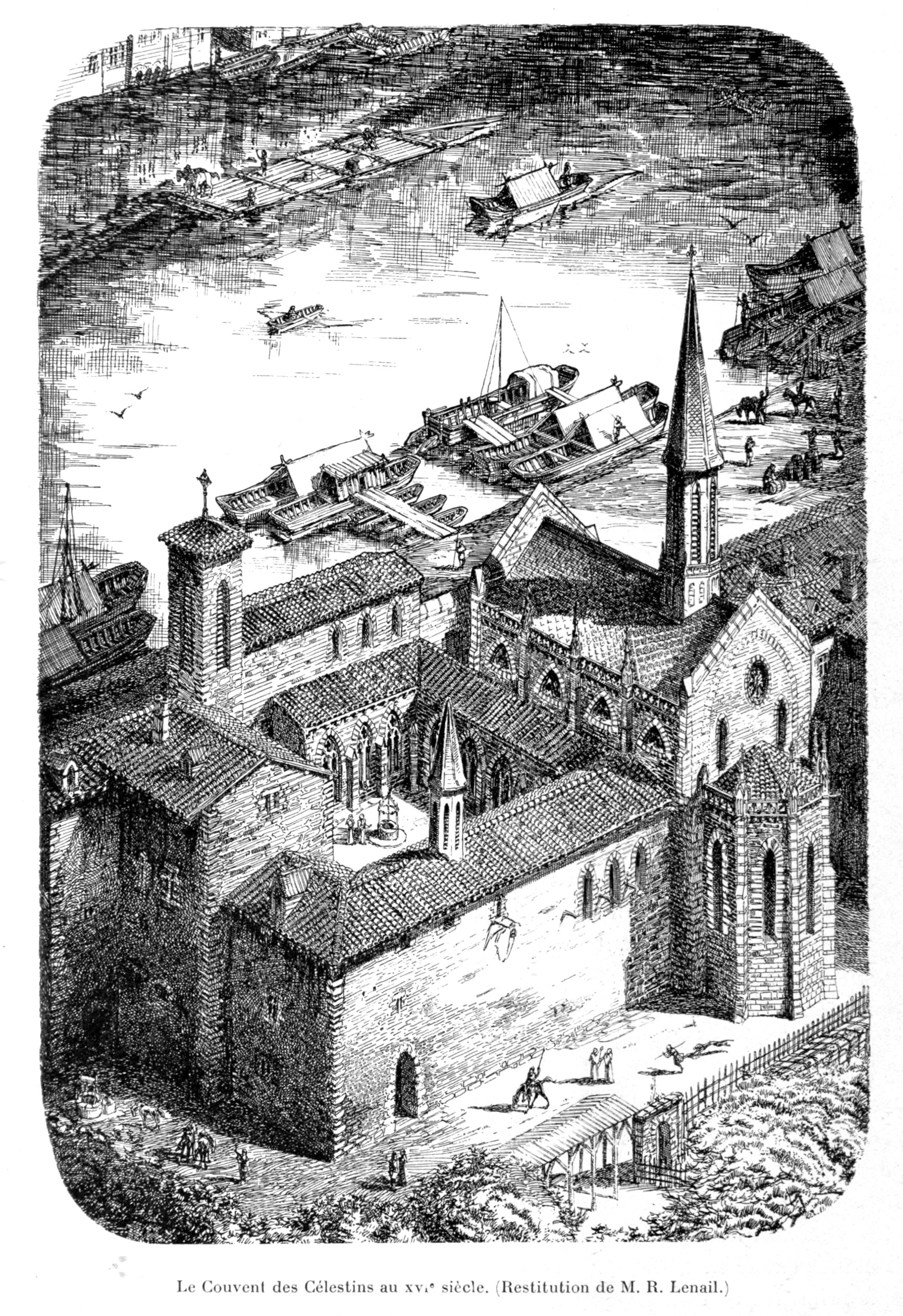
Il convento dei Celestini, ricostruzione nel XIX secolo.

Sul terreno dell'attuale teatro, fino al 1312, il primo edificio fu dei Templari. La piazza venne poi utilizzata dal convento dei Celestini di Lione, fondato nel 1407 sulle rive della Saône, in seguito alla donazione dell'antica proprietà da parte di Amedeo VIII, conte di Savoia. In questo luogo, i monaci costruirono un'abbazia e una chiesa, Bonne Nouvelle, che usarono fino al 1779. L'abbazia subì tre incendi nel 1501, 1622 e 1744.
Nel 1686 l'abbazia dei Celestini accolse la confraternita di librai e tipografi.

### 1792: l'inizio del Teatro dei Celestini
La Società dei Celestini, poi Compagnia dei Celestini, creata definitivamente nel 1789, aveva come oggetto "la creazione di un giardino al centro del parco degli ex Celestini, la costruzione di 17 case che circondano questo giardino, la distribuzione e la riparazione dell'edificio del chiostro che formerebbe 7 case private in una delle quali sarebbe costruito un teatro".
Un primo teatro, chiamato Teatro delle varietà, fu inaugurato il 29 aprile 1792. Nel 1871 un incendio distrusse completamente l'edificio, diventato fatiscente e troppo piccolo.

### 1877: il teatro italiano
L'attuale edificio, opera di Gaspard André, fu realizzato a seguito di un concorso indetto nel 1873. Il teatro venne inaugurato l'11 agosto 1877, ma bruciò la notte del 26 maggio 1880. Gaspard André fu chiamato a ricostruire il teatro.

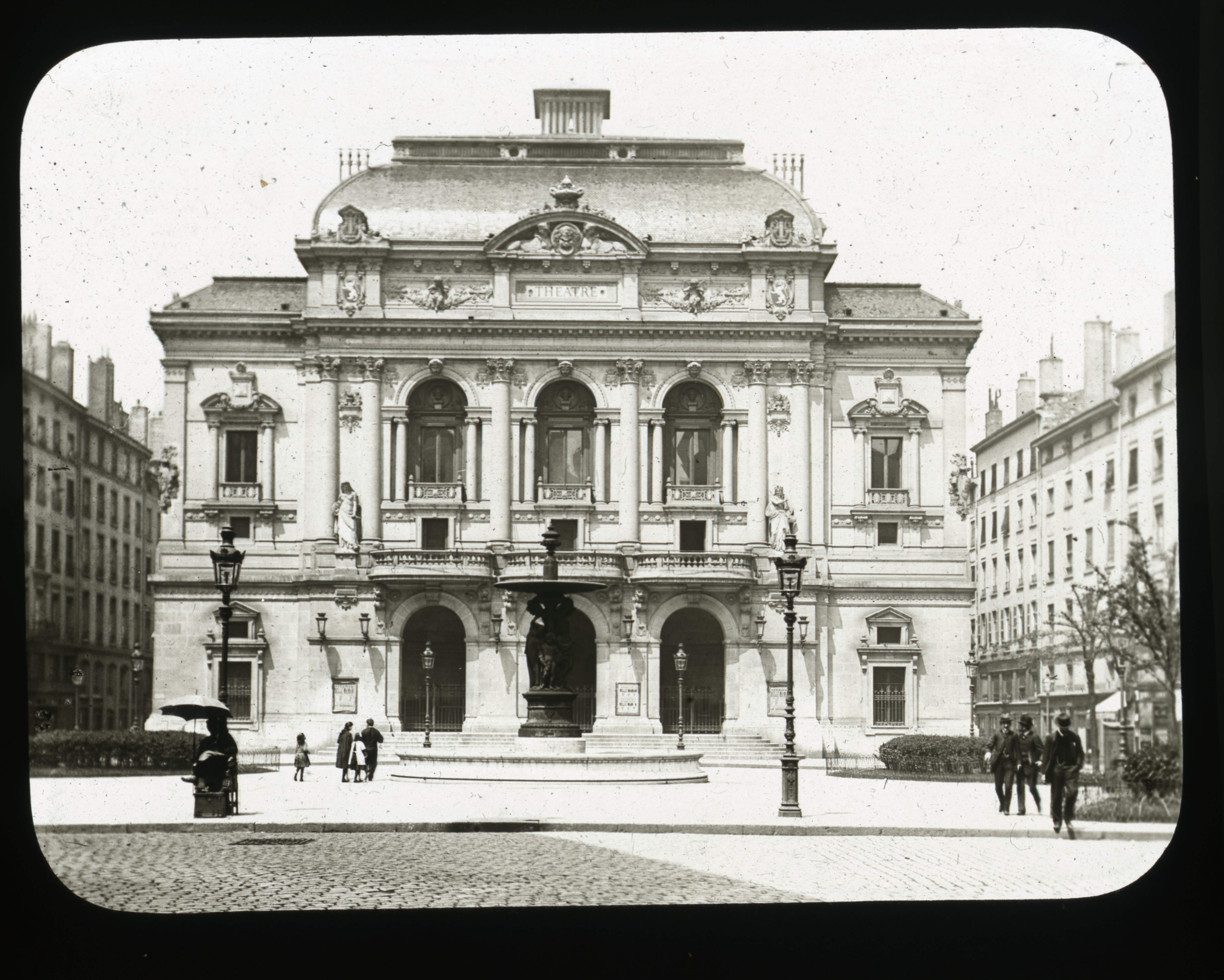
Fotografia su lastra di vetro del Teatro dei Celestini scattata nel 1884 (Antoine Berthier-Geoffray).

### Storia recente
Durante gli eventi del maggio francese, il direttore del teatro, Albert Husson, accettò, su richiesta della moglie Costanza Husson e dei funzionari dell'università, di nascondere parte delle collezioni di oggetti antichi dell'Istituto di Egittologia dell'università, che erano in pericolo. Le casse furono trasportate dai macchinisti del teatro di notte e nascoste per un anno in un camerino dismesso.
Un'importante ristrutturazione venne effettuata negli anni 2002-2005. Oltre alla ristrutturazione del Teatro dei Celestini, per ovvi motivi di sicurezza, la città di Lione si propose di dare priorità all'accoglienza e al comfort del pubblico, di aprire più ampiamente questo luogo - rendendolo accessibile a tutti - e di offrire condizioni di lavoro ottimali per i professionisti. Durante i lavori fu realizzata una seconda sala, la Célestine, che può ospitare fino a 170 spettatori.

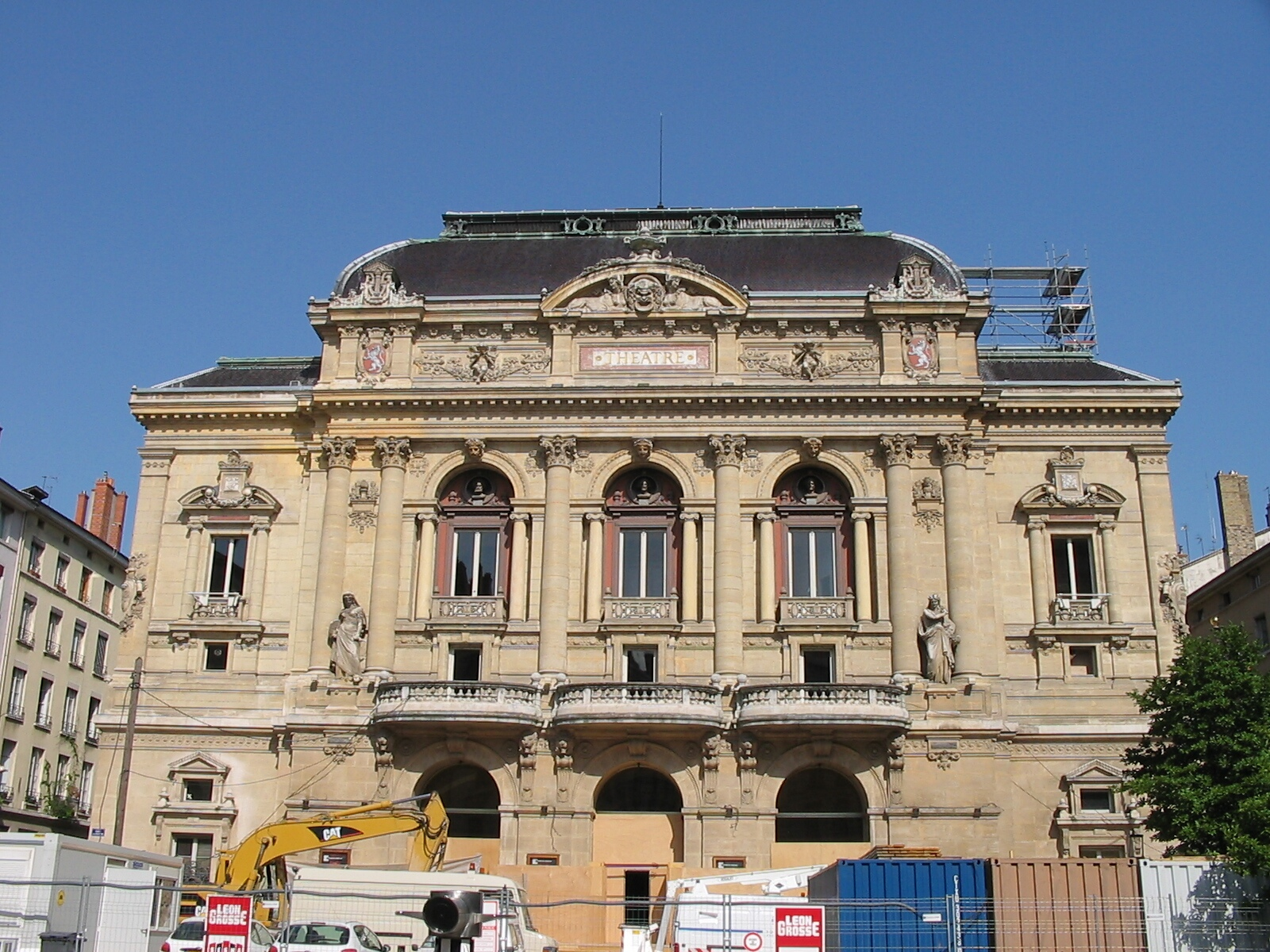
Il Teatro dei Celestini (in costruzione).

## Teatro
Al Teatro dei Celestini recitarono attori celebri come Sarah Bernhardt o Jean Marais. Napoleone era poi uno spettatore assiduo.
Durante i 35 anni di gestione di Charles Moncharmont, il Teatro dei Celestini ospitò i più grandi nomi della scena drammatica: Cécile Sorel, Jules Berry, Ludmilla e Georges Pitoeff, Louis Jouvet, Charles Dullin, Elvira Popescu, Sacha Guitry, Madeleine Renaud, Pierre Dux, Jean Marais, Jean Weber, Fernandel, senza dimenticare i fasti del music hall: Joséphine Baker, Mistinguett, Maurice Chevalier. Charles Gantillon, che gli succedette nel 1941, accrebbe ulteriormente il prestigio del teatro con la sua passione per l'arte drammatica e il suo spirito innovativo. Grazie a lui il pubblico scoprì Jean Cocteau, Eugène Ionesco, Armand Gatti, Samuel Beckett, Bertolt Brecht ed assistette al debutto di Jorge Lavelli, Patrice Chéreau, Edmond Tamiz e Marcel Maréchal. Il 26 gennaio 1968, Albert Husson e Jean Meyer vennero nominati insieme come direttori del teatro. Nel 1978, alla morte di Albert Husson, Jean Meyer dirisse da solo il teatro. Jean-Paul Lucet, che aveva recitato con l'attrice preferita di Meyer, Claude Jade (protagonista di cinque opere teatrali messe in scena al Teatro dei Celestini, tra il 1975 e il 1984), in Britannicus nel 1980, gli succedette nel 1985. Claudia Stavisky dirisse il Teatro dei Celestini dal 2000, affiancata come co-regista da Patrick Penot nel 2002 e poi da Marc Lesage nel 2014. A marzo 2019, Pierre-Yves Lenoir affiancò Claudia Stavisky come co-direttore del teatro.

## Accesso
Al teatro si arriva dalla stazione della metropolitana Bellecour. È possibile parcheggiare ai piedi del teatro, sulle banchine della Saona (Quai des Celestins) e nel parcheggio dei Celestini.